# CA Temperley
A CA Temperley egy argentin labdarúgócsapat Turdera városában. A egyesületet 1912. november 1-jén alapították. A klub jelenleg a másodosztályban szerepel és a 26 000 néző befogadására alkalmas Estadio Alfredo Berangerben játssza hazai mérkőzéseit. A klub színei a világoskék és a fehér.

## Jelenlegi keret
2022. augusztus 3. szerint.
| # |     | Poszt | Név                                                |
| - | --- | ----- | -------------------------------------------------- |
|   | URU | K     | Matías Castro                                      |
|   | ARG | K     | Federico Crivelli                                  |
|   | ARG | K     | Lautaro Maldonado                                  |
|   | ARG | V     | Ezequiel Navarro (kölcsönben a Huracán csapatától) |
|   | ARG | V     | Gastón Bojanich                                    |
|   | ARG | V     | Gustavo Toranzo                                    |
|   | ARG | V     | Pedro Souto                                        |
|   | ARG | V     | Valentín Rodríguez                                 |
|   | ARG | V     | Facundo Castet (kölcsönben a Sarmiento csapatától) |
|   | ARG | V     | Agustín Sosa                                       |
|   | ARG | V     | Mauricio Rosales                                   |
|   | ARG | KP    | Tobías Reinhart                                    |
|   | ARG | KP    | Ezequiel Rodríguez                                 |
|   | ARG | KP    | Emmanuel García                                    |

| # |     | Poszt | Név                                                |
| - | --- | ----- | -------------------------------------------------- |
|   | ARG | KP    | Ezequiel Gallegos                                  |
|   | ARG | KP    | Agustín Toledo                                     |
|   | ARG | KP    | Lucas Pittinari                                    |
|   | ARG | KP    | Agustín Allione                                    |
|   | ARG | KP    | Franco Ayunta                                      |
|   | ARG | KP    | Juan Frías                                         |
|   | ARG | CS    | Brian Gómez                                        |
|   | ARG | CS    | Agustin Paz                                        |
|   | ARG | CS    | Agustín Campana                                    |
|   | ARG | CS    | Lucas Baldunciel                                   |
|   | ARG | CS    | Facundo Callejo                                    |
|   | ARG | CS    | Franco Toloza (kölcsönben a Colegiales csapatától) |
|   | ARG | CS    | Luis López                                         |
|   | ARG | CS    | Facundo Pumpido                                    |

## Fordítás
Ez a szócikk részben vagy egészben  a   Club Atlético Temperley című angol Wikipédia-szócikk fordításán alapul.  Az eredeti cikk szerkesztőit annak laptörténete sorolja fel. Ez a jelzés csupán a megfogalmazás eredetét és a szerzői jogokat jelzi, nem szolgál a cikkben szereplő információk forrásmegjelöléseként.